# Diaethria gabazina
Diaethria gabazina är en fjärilsart som beskrevs av Charles Oberthür 1923. Diaethria gabazina ingår i släktet Diaethria och familjen praktfjärilar. Inga underarter finns listade i Catalogue of Life.